# Isoperla carpathica
Isoperla carpathica är en bäcksländeart som beskrevs av Kis 1971. Isoperla carpathica ingår i släktet Isoperla och familjen rovbäcksländor. Inga underarter finns listade i Catalogue of Life.